# قرار مجلس الأمن التابع للأمم المتحدة رقم 2789
قرار مجلس الأمن التابع للأمم المتحدة رقم 2789، الصادر في التاسع والعشرين من يوليو عام 2025 خلال الجلسة رقم 9968، جاء ليجدد نظام العقوبات المفروض على الجماعات المسلحة غير الحكومية في جمهورية إفريقيا الوسطى حتى الحادي والثلاثين من يوليو 2026، وليمدد كذلك ولاية فريق الخبراء المكلّف بمتابعة تنفيذ العقوبات حتى الحادي والثلاثين من أغسطس من العام نفسه.